# Australische Badmintonmeisterschaft 1967
Die Australische Badmintonmeisterschaft 1967 fand vom 4. bis zum 8. September 1967 in Newcastle statt. Es war die 26. Austragung der Badmintontitelkämpfe von Australien.

## Titelträger
| Disziplin    | Sieger                          |
| ------------ | ------------------------------- |
| Herreneinzel | Michael Rawlings                |
| Dameneinzel  | Kay Nesbit                      |
| Herrendoppel | Jon Chin Michael Rawlings       |
| Damendoppel  | Kay Nesbit Jan Horton           |
| Mixed        | Christopher Hardwick Kay Nesbit |